# G.K. Danielsson
Gustaf Kaleb "G.K." Danielsson, född 4 augusti 1902 i Bredsättra, Öland, Kalmar län, död 15 juli 1981 i Osby, var en svensk präst.
Han tog studenten i Kalmar 1922, tog teologisk-filosofisk examen vid Lunds universitet 1923, blev teologie kandidat i praktisk teologi och prästvigdes för Växjö stift 1926. Därefter följde tjänstgöring som vice pastor i Södra Sandsjö, Almundsryd och Ljuders församlingar. Han var ständig adjunkt i Almundsryd, pastorsadjunkt i Bolstad hos prosten L.M. Engström samt stiftsadjunkt och kyrkoherde i Ljuder 1936–1948. 
G.K. Danielsson var slutligen domkyrkokomminister i Kalmar från 1948 fram till pensioneringen 1967.
Han var också författare till utgivna predikningar och olika kyrkliga publikationer samt var skribent i Smålandsposten.

## Familj
Danielsson var son till hemmansägaren August Danielsson och Mathilda Elofsson samt gifte sig 1936 med Agnes Roosberg (1911–1985), dotter till hemmansägaren Jöns Roosberg och Johanna Persson. Makarna blev föräldrar till tre musikaliska döttrar: Eva Block, Lena Hellström och Kristina Stobaeus.